# فرنسيس الأسيزي
جيوفاني دي بيترو دي برناردوني (حوالي 1181 م - 3 أكتوبر 1226 م ) المعروف باسم فرنسيس الأسيزي ضمن رهبنة الإخوة الأصاغر، هو روحاني إيطالي وراهب كاثوليكي اشتهر بتأسيس الرهبنة الفرنسيسكانية. عاش حياة الفقر كواعظ متجول. يعتبر أحد أكثر الشخصيات تبجيلاً في المسيحية، تم إعلان قداسته من قبل البابا غريغوري التاسع في 16 يوليو 1228 م . غالباً ما يتم تصويره وهو يرتدي ملابس بنية مع حبل حول خصره بثلاث عقد، والتي ترمز إلى الالتزامات الفرنسيسكانية الثلاثة المتمثلة في الفقر والعفة والطاعة.
ولد في عائلة تعمل في التجارة ويُعتقد بأن أمه فرنسية الأصل و والده كان يسمى بيدرو بيرنادوني في أسيس عرف بفرانسيسكو (تصغير لكلمة فرنسي أو الفرنسي الصغير).

## حياته
اسم الولادة والتعميد كان جيوفاني بيرناردوني ومن ثم غيره والده إلى بيدرو بيرنادوني، ويعتقد بأن والده غيّر اسمه تقرّباً إلى فرنسا لعلاقته التجارية بها. فرانسيسكو عاش حياة البذخ في مراهقته وبداية شبابه إلى 1206م عندما ترك عائلته وأصدقائه وبيته وبدأ بالدعوة إلى مساعدة الفقراء واستعمل لغة بسيطة ومؤثرة لمدة سنتين، وفي عام 1209م كوّن مجموعة تتألف من 12 شخصا، تابعين له وهبهم سكان مدينة أسيس قطعة أرض، بَنَوْا مساكنهم عليها واتخذوا لأنفسهم ملابس بسيطة.
كان يدعو فرانسيسكو إلى البساطة، حب الله والناس والمحبة الحقيقية في المسيحية. أعمال فرنسيس الأسيزي انتشرت في البداية بين الطبقات الفقيرة في المجتمع، وذلك بفضل استخدامه للُّغةِ العامية في وعظه، وقد انتشرت هذه الأعمال بسرعة فائقة بين جميع طبقات المجتمع.

## دعوته

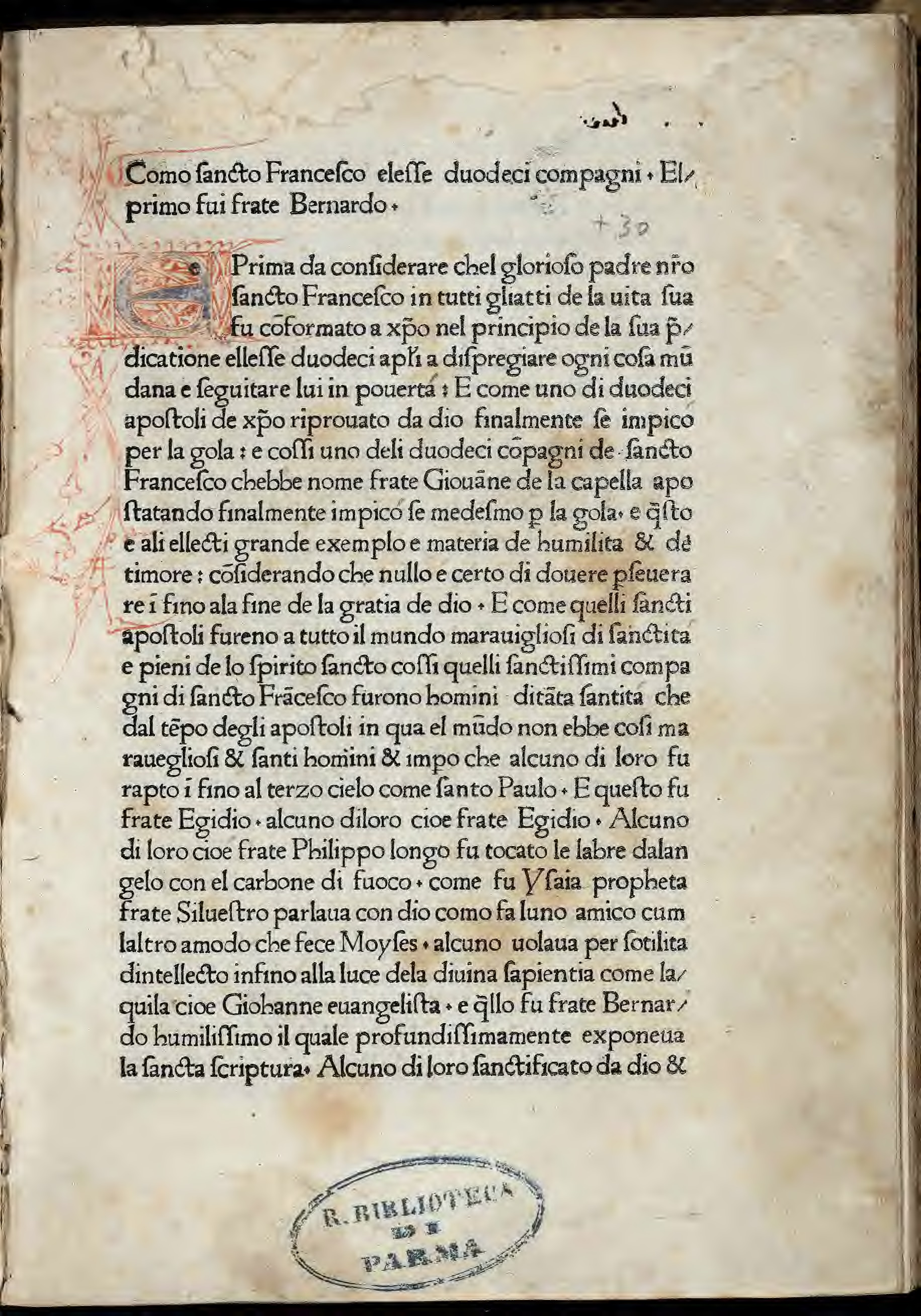
Fioretti

سافر فرانسيسكو إلى إسبانيا، أفريقيا، وكانت فترتها تمر بلاد الشام الحملات الصليبية، وأسس بما يسمى (أحكام القديس فرانسيسكو) في 16 أبريل 1209، وفي عام 1212 م انضمّت إليه «كلارا دئوفريدوشي» وأخريات بنفس الهدف الذي كان يدعو اليه فرانسيسكو وتأسس نظام كلاريساس (أي جمع الاسم كلارا).
علَّم المحبة والاحترام للناس أجمع، وقد كان يحترم الحيوانات والنباتات ويحثُّ على الرفق بهم وكان يشجّعهم على الأخُوّة والمساواة، وكان يدعو الى الاقتصاد وعدم التبذير، وكان يحترم جميع الديانات واحتُرم فيها أيضاً لأنّ دعوته كانت للسلام والمحبة.

## كنيسة سان فرانسيسكو
بنيت الكنيسة الأصلية الصغيرة على يدي فرانسيسكو دي أسيس في 1206، وبعد أن أطلقت الكنيسة لقب القديس على فرانيسيكو بدأ ببناء كنيسة أكبر في نفس المكان سنة 1228 في غرب مدينية أسيس بمكان كان يستعمل لإعدام المجرمين، والذي يُلقّب اليوم بعامود الجنة. انتهى بناؤها في 1230 وأحضر جسد فرانسيسكو ودفن فيها.

## لقاء فرنسيس مع السلطان الملك الكامل الأيوبي
في عام 1219 م سافر فرنسيس إلى الأراضي المقدسة، وفي طريقه التقى في مدينة دمياط في مصر مع السلطان الأيوبي “الكامل الأيوبي” –الذي كان يحكم الأرض المقدسة– لقاء ملؤه الاحترام والمحبة، وأُعجب السلطان بشخصية القديس وبساطته وشجاعته فاستضافه بضعة أيام وقدم له الهدايا.
وكان لقاء القديس فرنسيس مع السلطان الملك الكامل، الأخ الأكبر لصلاح الدين الأيوبي، لقاءً سلمياً ورمزاً للحوار (الأول من نوعه في التاريخ) بين الأديان، وقد منحه السلطان تصريحاً كتابياً يخوّل له زيارة البلاد المقدسة والوعظ في مصر. كان قدوم القديس فرنسيس إلى القدس بداية وجود الفرنسيسكان في الأراضي المقدسة، ومع مرور الزمن انتشر الرهبان الفرنسيسكان وأسسوا أدْيِرة في معظم مدن بلاد الشام، أي في القدس ويافا وعكا وبيروت وإنطاكيا وصيدا وصور وطرابلس وطرطوس. ويسهر الفرنسيسكان على الأماكن المقدسة وقد أُعطوا لقب «حرّاس الأراضي المقدسة».

## الوصلات الخارجية
- فرنسيس الأسيزي على موقع الموسوعة البريطانية (الإنجليزية)
- فرنسيس الأسيزي على موقع ميوزك برينز (الإنجليزية)
- فرنسيس الأسيزي على موقع إن إن دي بي (الإنجليزية)
- فرنسيس الأسيزي على موقع ديسكوغز (الإنجليزية)
- فرنسيس الأسيزي على موقع ديسكوغز (الإنجليزية)

- الصفحة الرئيسية للرهبنة الفرنسيسكانية - الإخوة الأصاغر
- موقع الآباء الفرنسيسكان في سوريا نسخة محفوظة 1 أغسطس 2015 على موقع واي باك مشين.
- موقع زهيرات وشبيبة مار فرنسيس - حلب نسخة محفوظة 16 يوليو 2017 على موقع واي باك مشين.